# Encyclopedia Mythica
Encyclopedia Mythica est une encyclopédie en ligne du folklore, de la mythologie et des religions. Elle couvre la plupart du monde, avec des sections couvrant l'Europe, l'Afrique, l'Asie, le Moyen-Orient, l'Amérique du Sud et du Nord et l'Océanie.

## Histoire
Encyclopedia Mythica a été fondée en juin 1995, avec environ 300 entrées. Le nom de domaine a été établi en mars 1996. En janvier 2013, l'encyclopédie comptait plus de 7 000 articles.

## Divisions
Le contenu de Encyclopedia Mythica est réparti dans six sous-groupes selon le territoire d'origine.

### Afrique
- mythologie africaine
- mythologie égyptienne

### Amérique
- mythologie aztèque
- mythologie haïtienne
- mythologie inca
- mythologie maya
- mythologie amérindienne

### Asie
- mythologie chinoise
- mythologie hindoue
- mythologie japonaise
- mythologie coréenne

### Europe
- mythologie basque
- mythologie celtique
- mythologie étrusque
- mythologie grecque
- mythologie lettonne
- mythologie nordique
- mythologie romaine

### Moyen Orient
- mythologie islamique (en)
- mythologie juive
- mythologie mésopotamienne
- mythologie persane

### Océanie
- mythologie aborigène
- mythologie polynésienne